# Katharinaparkiet
De katharinaparkiet of catharinaparkiet (Bolborhynchus lineola) is een in Midden- en Zuid-Amerika voorkomende parkiet die in groepen leeft. In de broedperiode vormen de vogels aparte koppels en zoeken ze een geschikte nestplaats.

## Voeding
Wilde vogels leven van knoppen, bloesems, vruchten en zaden en in Zuid-Amerika ook bamboe.  Als de vogel in gevangenschap wordt gehouden voldoet een mengsel voor grote parkieten goed.
Een aanvulling van eivoer en universeel voer maakt zijn voedselprogramma compleet.

## Kenmerken
De vogel is 16 tot 18 cm lang en weegt 42 tot 59 gram. De vogel is overwegend groen in verschillende kleurschakering, op de kruin blauwachtig groen, van onder meer geelgroen en op de vleugels meer olijfgroen terwijl staart- en vleugelpennen flessengroen zijn met donkere uiteinden. Karakteristiek voor deze soort is de korte staart en de donkere streping op de rug, vleugels en de flanken. Bij de ondersoort Bolborhynchus lineola tigrinus is deze streping meer uitgesproken.
Bij de dieren die in gevangenschap leven zijn mutaties opgetreden, waaronder een donker- en lichtblauwe variant. De vogels zijn moeilijk te seksen, maar de vrouwtjes ('popjes') zijn over het algemeen wat lichter gekleurd dan de mannen, en bij de mannen zijn meestal de middelste staartveren zwart gekleurd.

## Verspreiding en leefgebied
De soort telt twee ondersoorten:
- Bolborhynchus lineola lineola: van zuidelijk Mexico tot westelijk Panama.
- Bolborhynchus lineola tigrinus: van noordelijk en westelijk Venezuela en Colombia tot centraal Peru.

Het natuurlijke leefgebied van de vogels is vochtig, altijd groen blijvend gemengd bos in de nevelwoudzone in Midden-Amerika tussen de 600 en 2400 m en in Peru tussen de 1600 en 330 m boven de zeespiegel. Bolborhynchus lineola tigrinus heeft een speciale voorkeur voor bamboebos dat opslaat op berghellingen waar door aardverschuivingen de oorspronkelijke vegetatie verloren ging.

## Status (in het wild)
De grootte van de wereldpopulatie werd in 2022 geschat op 50.000 tot 500.000 individuen. Men veronderstelt dat de soort in aantal stabiel is. Om deze redenen staat de katharinaparkiet als niet bedreigd op de Rode Lijst van de IUCN.